# Blekendorf
Blekendorf est une commune allemande de l'arrondissement de Plön, dans le Land de Schleswig-Holstein.

## Géographie
La commune se situe sur la mer Baltique, à environ 4 km à l'est de Lütjenburg. La Bundesstraße 202 traverse son territoire. Elle regroupe les quartiers de Blekendorf, Friederikenthal, Futterkamp, Kaköhl, Nessendorf, Rathlau, Sechendorf et Sehlendorf.

## Histoire
Les mégalithes près de Futterkamp datent de 3500 à 2800 av. J.-C.
Le village est mentionné pour la première fois en 1259 sous le nom de « Blegkendorpe ». Le nom vient certainement du moyen bas allemand et signifie village visible ou brillant. L'église Sainte-Claire date de cette époque.